# 民事商事及刑事ニ関スル律令
民事商事及刑事ニ関スル律令（みんじしょうじおよびけいじにかんするりつれい、明治31年律令第8号）は、日本統治時代の台湾における民法、商法、刑法、民事訴訟法、刑事訴訟法及びこれらの附属法律の適用について規定した日本の律令。明治31年（1898年）7月16日成立、公布。
本令の制定によって、台湾ニ於ケル犯罪処断ノ件（明治29年律令第4号）は廃止された。
本令は、台湾民事令（明治41年律令第11号）によって廃止された。

## 概要
- 台湾における民事、商事及び刑事に関する事項は、民法、商法、刑法、民事訴訟法、刑事訴訟法及びこれらの附属法律を依用する（1条本文）。ただし、次に掲げる事項は、別に定めるまで、現行の例による（1条ただし書）。

1. 本島人及び清国人のほかに関係者がない民事及び商事に関する事項
2. 本島人及び清国人の刑事に関する事項

- 本令は、1条の法律に規定する事項について、台湾に特に定めた規定の効力を妨げない（2条）。
- 附属法律は、府令をもって指定する（3条）。